# De Balokken
De Balokken is een 36 ha groot eiland bij de Belgische stad Wervik op de grens met Frankrijk. Het eiland is in 1991 ontstaan toen de Leie recht werd getrokken ten behoeve van de scheepvaart. Het eiland is een overblijfsel van een van de meanders, waarin de laaggelegen gronden van de nieuwe Leie opgehoogd werden met de uitgegraven grond. Er zijn vanaf het Belgische vasteland twee bruggen naar het eiland, een fiets- en voetgangersbrug, en een brug die ook toegankelijk is voor het autoverkeer. Er is ook een fiets- en voetgangersbrug die het eiland met het Franse Wervicq-Sud verbindt.
Het eiland is niet geheel Belgisch grondgebied; een puntje in het zuiden behoort tot Frankrijk.

## Gebruik
Naast een nog in gebruik zijnde boerderij is het eiland ingericht als natuur- en recreatiegebied. Er bevinden zich op het eiland een jachthaven en een camping.